# Giải vô địch bóng đá nữ U-19 châu Âu 2011
Giải vô địch bóng đá nữ U-19 châu Âu 2011 diễn ra tại Ý từ ngày 30 tháng 5 đến 11 tháng 6 năm 2011.

## Vòng bảng

### Bảng A
| Đội     | Tr | T | H | B | BT | BB | HS | Đ |
| ------- | -- | - | - | - | -- | -- | -- | - |
| Ý       | 3  | 3 | 0 | 0 | 6  | 2  | +4 | 9 |
| Thụy Sĩ | 3  | 1 | 1 | 1 | 4  | 2  | +2 | 4 |
| Nga     | 3  | 1 | 1 | 1 | 4  | 3  | +1 | 4 |
| Bỉ      | 3  | 0 | 0 | 3 | 3  | 10 | −7 | 0 |

| Ý                            | 2 − 1    | Nga           |
| ---------------------------- | -------- | ------------- |
| Coppola 3' · Alborghetti 53' | Chi tiết | Koltakova 13' |

| Thụy Sĩ                                               | 4 − 1    | Bỉ      |
| ----------------------------------------------------- | -------- | ------- |
| Aigbogun 23' · Saner 35' · Probst 89' · Fässler 90+3' | Chi tiết | Aga 58' |

| Ý           | 1 − 0    | Thụy Sĩ |
| ----------- | -------- | ------- |
| Coppola 84' | Chi tiết |         |

| Nga                                | 3 − 1    | Bỉ                |
| ---------------------------------- | -------- | ----------------- |
| Cholovyaga 22', 62' · Ananyeva 64' | Chi tiết | Vanhaevermaet 36' |

| Bỉ      | 1 − 3    | Ý                                             |
| ------- | -------- | --------------------------------------------- |
| Aga 30' | Chi tiết | Salvai 64' · Filippozzi 67' · Alborghetti 69' |

| Nga | 0 − 0    | Thụy Sĩ |
| --- | -------- | ------- |
|     | Chi tiết |         |

### Bảng B
| Đội         | Tr | T | H | B | BT | BB | HS | Đ |
| ----------- | -- | - | - | - | -- | -- | -- | - |
| Đức         | 3  | 3 | 0 | 0 | 6  | 2  | +4 | 9 |
| Na Uy       | 3  | 2 | 0 | 1 | 9  | 4  | +5 | 6 |
| Hà Lan      | 3  | 0 | 1 | 2 | 2  | 6  | −4 | 1 |
| Tây Ban Nha | 3  | 0 | 1 | 2 | 2  | 7  | −5 | 1 |

| Đức                                         | 3 − 1    | Na Uy        |
| ------------------------------------------- | -------- | ------------ |
| Schmid 26' · Lotzen 45+1' · Hegenauer 90+3' | Chi tiết | Bjånesøy 35' |

| Tây Ban Nha   | 1 − 1    | Hà Lan       |
| ------------- | -------- | ------------ |
| Beristain 11' | Chi tiết | Rijsdijk 49' |

| Đức          | 1 − 0    | Tây Ban Nha |
| ------------ | -------- | ----------- |
| Beckmann 57' | Chi tiết |             |

| Na Uy                          | 3 − 0    | Hà Lan |
| ------------------------------ | -------- | ------ |
| Bjånesøy 6', 57' · Hegland 39' | Chi tiết |        |

| Hà Lan            | 1 − 2    | Đức                        |
| ----------------- | -------- | -------------------------- |
| van de Sanden 58' | Chi tiết | Lotzen 67' · Rudelic 90+1' |

| Na Uy                                                             | 5 − 1    | Tây Ban Nha        |
| ----------------------------------------------------------------- | -------- | ------------------ |
| Bjånesøy 7', 90' · An. Hegerberg 33' · Hegland 45+1' · Reiten 85' | Chi tiết | Knudsen 61' (l.n.) |

## Vòng đấu loại trực tiếp
|  | Bán kết | Bán kết | Bán kết |     |       | Chung kết | Chung kết | Chung kết |  |
|  |         |         |         |     |       |           |           |           |  |
|  | Ý       | Ý       | 2       |     |       |           |           |           |  |
|  | Ý       | Ý       | 2       |     |       |           |           |           |  |
|  | Na Uy   | Na Uy   | 3       |     |       |           |           |           |  |
|  | Na Uy   | Na Uy   | 3       |     | Na Uy | Na Uy     | 1         |           |  |
|  |         |         |         |     | Na Uy | Na Uy     | 1         |           |  |
|  |         |         | Đức     | Đức | 8     |           |           |           |  |
|  | Đức     | Đức     | Đức     | Đức | 8     | 3         |           |           |  |
|  | Đức     | Đức     |         |     |       |           |           |           |  |
|  | Thụy Sĩ | Thụy Sĩ | 1       |     |       |           |           |           |  |

### Bán kết
| Ý                       | 2 − 3    | Na Uy                                         |
| ----------------------- | -------- | --------------------------------------------- |
| Lecce 22' · Coppola 49' | Chi tiết | Bjånesøy 12' · Ad. Hegerberg 48' · Hansen 65' |

| Đức                                          | 3 − 1    | Thụy Sĩ     |
| -------------------------------------------- | -------- | ----------- |
| Petzelberger 20' · Beckmann 54' · Lotzen 84' | Chi tiết | Canetta 38' |

### Chung kết
| Na Uy        | 1 − 8    | Đức                                                                                              |
| ------------ | -------- | ------------------------------------------------------------------------------------------------ |
| Bjånesøy 72' | Chi tiết | Wensing 29' · Schmid 50', 79' · Lotzen 55', 60' · Petzelberger 58' · Rudelic 70' · Hegenauer 88' |

| Vô địch U-19 nữ châu Âu 2011 |
| ---------------------------- |
| · Đức · Lần thứ sáu          |